# Sainte-Juliette

Sainte-Juliette este o comună în departamentul Tarn-et-Garonne din sudul Franței. În 2009 avea o populație de 121 de locuitori.

## Evoluția populației
| An        | 1975 | 1982 | 1990 | 1999 | 2006 | 2009 |
| --------- | ---- | ---- | ---- | ---- | ---- | ---- |
| Populație | 107  | 103  | 102  | 101  | 113  | 121  |